# Наклеп
На́клеп — юридичний термін на позначення протиправної дії. В Кримінальному кодексі України 1960 р. наклеп визначався як поширення завідомо неправдивих вигадок, що ганьблять іншу особу (ст. 125, див. також Постанову ПВСУ № 7 від 28.09.90 р.). Наклепи — це помилкове або зловмисне твердження, яке може зашкодити чиюсь репутацію.
Після втрати чинності КК 1960 року (замінено на КК України 2001 р.) з кримінального законодавства України такий склад злочину як Наклеп зник, оскільки не був включений у новий КК. Проте сам термін наклеп зберігся в інших законодавчих актах, зокрема у Законі України «Про інформацію» (визначення поняття оціночного судження) і у Конституції України (ч. 1 ст. 80).
У контексті Закону під поширенням відомостей маються на увазі різні способи передачі інформації, в тому числі через ЗМІ, мережу Інтернет, за умови її отримання принаймні однією особою. Завідомо неправдивими (стосується переважно кримінального контексту поняття) вважаються відомості, неправдивість яких є очевидною для їх поширювача.
У кримінальному законодавстві України до 2001 року наклеп був умисним злочином приватного обвинувачення (крім кваліфікованого: наклеп у друкованому або іншим способом розмноженому творі, в анонімному листі, а також вчинений особою, раніше судимою за наклеп. — ч. 2 ст. 125 КК; Наклеп, поєднаний з обвинуваченням у вчиненні державного або іншого тяжкого злочину — ч. 3 ст. 125 КК).
Після введення в дію нового КК України було кілька спроб народних депутатів України повернути в КК склад злочину Наклеп, але всі вони виявилися невдалими Парламентська асамблея Ради Європи позитивно оцінює декриміналізацію наклепу.